# المكتبة الافتراضية العلمية العراقية
المكتبة الافتراضية العلمية العراقية هي مكتبة افتراضية علمية في العراق، تُوفر للأكاديميين العراقيين الحصول على المصادر العلمية مجانا من خلال الاشتراك بالمكتبة ويمكن الوصول من خلالها إلى النصوص الكاملة لآلاف الدوريات العلمية العالمية التي يقوم بإصدارها عدد كبير من الناشرين في مختلف أنحاء العالم، إضافة إلى إمكانية الوصول إلى مجموعة كبيرة من المناهج والمواد التعليمية المتاحة على شبكة الإنترنت.

## التاريخ
بدأت المكتبة في أيار 2006 حيث وفرت المكتبة في البداية الوصول إلى أكثر من مليون مقال من 17000 مجلة إلكترونية وغيرها من الموارد. ويعتبر الحصول على هذه المعرفة شي حيوي لإعادة اعمار العراق كما سيؤدي إلى تحسين المناهج الدراسية التي عانت في عهد نظام صدام حسين. المكتبة هي جزء من الخطة الشاملة لتحسين فرص الحصول على المعلومات في العراق. وفي عام 2008 تم توسيع المكتبة العلمية الافتراضية العراقية لتوفير الوصول إلى جميع الجامعات الحكومية في العراق، وبعض لوزارات العراقية التي هي المفتاح لجهود إعادة الإعمار والتنمية في المستقبل.

## الأبحاث
قامت مؤسسة البحث والتنمية المدنية الأمريكية (CRDF) بإدارة المكتبة بعد إطلاقها رسميا في أيار 2006. وقد تم توفير التمويل المستمر من قبل وزارة الخارجية الأميركية ووزارة الطاقة الأميركية.
في تاريخ 5\9\2015 تم أيقاف المكتبة الأفترافضية من العمل بسبب عدم دفع الوزارة المستحقات المالية للجهة المزودة لهذة الخدمة.

## المؤسسات المشاركة
| - جامعة الأنبار - جامعة المستنصرية - جامعة المثنى - جامعة النهرين - جامعة القادسية - جامعة بابل - جامعة بغداد - جامعة البصرة - جامعة ديالى - جامعة دهوك - جامعة هولير الطبية في كردستان - الجامعة العراقية | - جامعة كربلاء - جامعة كركوك - جامعة كويه - جامعة الكوفة - جامعة كردستان في أربيل - جامعة ميسان - جامعة الموصل - جامعة صلاح الدين - جامعة السليمانية - جامعة ذي قار - جامعة تكريت | - الجامعة التكنولوجية (العراق) - جامعة واسط - المجمع العلمي العراقي - وزارة البيئة العراقية - وزارة العلوم والتكنولوجيا العراقية - وزارة الكهرباء العراقية - وزارة النفط العراقية - وزارة الزراعة العراقية - وزارة الصحة العراقية - وزارة الموارد المائية العراقية - وزارة التعليم العالي والبحث العلمي (العراق) - وزارة البلديات والاشغال العامة العراقية |

## وصلات خارجية
- الموقع الرسمي